# A minden6ó
A minden6ó (eredeti cím: Bruce Almighty) 2003-ban bemutatott fantasy-filmvígjáték, melyet Tom Shadyac rendezett Steve Koren, Mark O'Keefe és Steve Oedekerk forgatókönyvéből. A főszereplő Jim Carrey, mint Bruce Nolan sikeres TV riporter, aki nem csinálja jól a dolgait, és azt hiszi, hogy Isten egy cseppet sem törődik vele, így maga az úr egy teljes hétig felruházza minden hatalmával, hogy megtudja, milyen az isteni élet. További főszerepben Morgan Freeman, Jennifer Aniston, Steve Carell, Catherine Bell, Lisa Ann Walter  és Philip Baker látható, míg Tony Bennett cameoszerepben jelenik meg.
Shadyac-nak ez a harmadik közös együttműködése Carrey-vel; első film az Ace Ventura: Állati nyomozó, amely elindította Jim karrierjét, a második film pedig a Hanta boy című film volt.
A filmnek folytatása is készült, a 2007-es Evan, a minden6ó, amely a Steve Carell által megformált Evan Baxter történetét mutatja be.

## Cselekménye
|  | Alább a cselekmény részletei következnek! |

Bruce Nolan (Jim Carrey) a New York állambeli Buffalo városában tévériporter a WKBW cégnél, de az minden vágya, hogy híres műsorvezető lehessen. Riválisa Evan Baxter (Steve Carell). Bruce kapott egy riportot élő egyenesben a Niagara-vízesésnél, de dühös lesz, amikor meghallja, hogy Evan a bemondó, ekkor Bruce elveszti a fejét és kirúgják munkahelyéről. Amikor az ajtón kihajítják, meglátja, hogy egy szerencsétlen embert bántalmaz egy gengszterbanda. Azt mondja nekik, hogy hagyják békén, de magára haragítja őket, és elagyabulálják, még a kocsiját is összekarcolják.
Bruce a csipogóján üzenetben kap egy számsort, amit felhív. Elinvitálják egy raktárba, ahol Isten (Morgan Freeman) megjelenik. Az Úr felajánlja neki erejét, hogy bebizonyítsa, méltó normálisan csinálni a munkáját. Amikor elhagyja a raktárat, Isten minden hatalmával felruházta, röptében távozik a helyről és elmegy egy kávézóba, ahol kipróbálja az erejét. Egy levest kettéválaszt, de váratlanul megjelenik Isten előtte és elmondja neki, hogy a szabad akarat szent, és hogy ne mondja el senkinek, hogy isten lett.
Bruce felhasználja kapott képességeit saját haszonszerzés céljából, mint például hogy visszaszerezze a munkáját és hogy lenyűgözze barátnőjét, Grace Connellyt (Jennifer Aniston). Nem sokkal később belebotlik a gengszterbandába és arra kéri őket, hogy amiért bántalmazták, kérjenek bocsánatot, ám a bandafőnök csak akkor hajlandó bocsánatot kérni, ha egy majom bújik ki a hátsó fertályából, ami rögtön be is következik. A menekülő bandára rovarrajt okád ajándékul, a majom meg "hazakocog". Ezután visszaszerzi munkáját, erejét felhasználva, Jimmy Hoffa holttestét a föld alá teremti, hogy azt a hitet keltse: el van oda temetve. Egy kutya szimatolja ki, hogy ott van és elkezdi kiásni, ekkor Bruce egy kamerát ad egy srácnak, hogy vegye fel a riportját, amit előad, a másik tévéstáb autóját bezárja, és nagy súlyú marihuánaültetvényt teremt a járműbe.
Bruce máshol is riportokat készít, többek között egy fesztiválon, ahol ártalmatlanul a földbe csapódik egy meteorit, ezzel kiérdemli a „Mr. Exclusive” nevet. Amikor visszamegy a munkahelyére, Evant látja bemondóként, Bruce zavarba hozza és szellentéseket, ökörködést űz ki belőle, hogy bolonddá tegye mindenki előtt. Evant elküldik és helyére Bruce kerül vissza.
Másnap Bruce arra ébred, hogy hangokat hall a fejében. Találkozik újra Istennel a Mount Everesten, hogy megkérdezze tőle, mik ezek a furcsa zajok a fejében. Isten azt válaszolja, hogy imák, amiket Bruce-nak teljesítenie kell. Bruce létrehoz egy e-mail fiókot, hogy lássa az imákat és teljesítse őket, de azt látja, túl sok, hogy kezelni tudja őket, ezért egy jelszót hoz létre, amivel az összes imát tudja teljesíteni egyben.
Bruce részt vesz egy háziünnepségen, ahol megérkezik Grace, és azt látja, hogy Bruce az egyik bemondótársával, Susan Ortegával (Catherine Bell) csókolózik, ekkor Grace elrohan sírva, de Bruce utána rohan és próbálja neki elmagyarázni, hogy félreértés az egész, mert Susan támadta le, de Grace ezt nem hiszi el és elhajt haza. Bruce körülnéz és rájön, hogy a várost tettei miatt apokalipszis sújtja, és elszabadult a pokol. A sok ember, aki imádkozott a több millió dolláros lottónyereményért, csak pár dollárt kap a sok nyertes miatt. Bruce visszatér Istenhez, aki elmagyarázza neki: ő nem tudja megoldani a problémákat Bruce helyett.
Bruce visszatér a számítógépes rendszerhez és megszünteti az imákat. Ezután lemond rövid életű munkahelyi karrierjéről és beszél Evannel, hogy bocsánatot kérjen tőle és átadja neki a helyét. Amikor Grace edz, Bruce jeleket küld neki, hogy bocsásson meg és adjon neki még egy esélyt arra, hogy együtt lehessenek. Bruce elolvassa Grace imáit és azt látja, hogy el akarja felejteni és nem akarja őt többé. Bruce elszomorodik és egyedül elmegy az autópályára a szakadó esőben és arra kéri Istent, hogy vegye vissza erejét. Ekkor elüti egy teherautó, majd visszanyeri eszméletét. Nagy fehérségben találja magát és találkozik Istennel, aki arról kérdezi Bruce-t, hogy mit akar igazán az életben? Bruce azt feleli, hogy Grace találjon egy rendes embert, egy olyasvalakit, aki meg tudja neki azt adni, amit ő nem tudott. Isten elfogadja, Bruce pedig a kórházban ébred bekötözve, ám ekkor meglátja, hogy adott neki vért valaki, és ez a valaki nem más, mint Grace, aki hamarosan meglátogatja és megöleli.
Bruce és Grace immár újra együtt vannak. Munkáját folytatja, jelentéseket és interjúkat készít Buffalo városában. A film azzal végződik, hogy a kamera ráközelít a bántalmazott koldusra, aki felfedi magát, és látható, hogy ő volt Isten.
|  | Itt a vége a cselekmény részletezésének! |

## Szereplők
| Szerep          | Színész           | Magyar hang    |
| --------------- | ----------------- | -------------- |
| Bruce Nolan     | Jim Carrey        | Kerekes József |
| Isten           | Morgan Freeman    | Kristóf Tibor  |
| Grace Connelly  | Jennifer Aniston  | Kökényessy Ági |
| Debbie Connelly | Lisa Ann Walter   | Takács Andrea  |
| Jack Baylor     | Philip Baker Hall | Gruber Hugó    |
| Evan Baxter     | Steve Carell      | Háda János     |
| Susan Ortega    | Catherine Bell    | Incze Ildikó   |
| Ally Loman      | Nora Dunn         | Tallós Rita    |
| Lou Felder      | Pete Fineman      | Buss Gyula     |

### Magyar változat
- Magyar szöveg: Szojka László
- Hangmérnök: Tóth Péter Ákos
- Gyártásvezető: Sarodi Tamás
- Szinkronrendező: Dezsőffy Rajz Katalin

A szinkront a Mafilm Audio Kft. készítette el.